# Homonationalisme
Ne doit pas être confondu avec Nationalisme queer.
L'homonationalisme est le lien supposé entre des idéologies nationalistes et les communautés LGBT ou la défense de leurs droits.
Le concept est initialement développé par la théoricienne queer américaine Jasbir Puar en 2007, pour désigner une attitude propre, selon elle, aux personnes LGBT, principalement occidentales, qui chercheraient à imposer leurs valeurs à des pays jugés homophobes, en développant parfois des discours racistes ou xénophobes. Le concept d’homonationalisme et la problématisation de cette question sont repris par la pensée académique et militante dénommée Queer of color critique (en) aux États-Unis.

## Concept
L’homonationalisme est une idéologie attribuée à certains groupes des nations occidentales, présentées comme des bastions du progressisme sexuel, par opposition au « Sud », en particulier moyen-oriental et africain, jugé archaïque et barbare. Ainsi, selon la théoricienne queer Jasbir Puar, il s'agirait d'un sentiment ethnocentrique. Celui-ci se rencontrait principalement en Occident, où le soutien aux communautés LGBT maltraitées à l'étranger, notamment dans les pays musulmans, pourrait conduire à une valorisation exclusive des valeurs libérales et démocratiques occidentales contre celles du reste du monde, présentées alors comme archaïques et liberticides.
À l'échelon d'un pays, le discours homonationaliste se définirait par une double « exotisation » de l'homophobie, à l'extérieur et à l'intérieur des frontières nationales : l'homophobie serait une haine cantonnée aux zones « barbares » : les pays arabo-musulmans et les banlieues de certaines villes occidentales. Ainsi, en 2010, lors de la Gay Pride de Berlin, Judith Butler avance que la lutte contre l'homophobie avait dégénéré en action xénophobe et même raciste : « Nous sommes enrégimentés dans un combat nationaliste et militariste ».
Le chercheur Christophe Broqua définit pour sa part ce terme comme une « conception qui, dans le monde occidental, attribue à un Autre géographique, culturel ou religieux une disposition particulière au mauvais traitement des minorités sexuelles ».
L'inclusion de certains homosexuels jugés conformes à la norme nationale dans les États du Nord se paie, selon Rey Chow, de l'exclusion d'autres catégories, notamment celle des personnes trans, ou des homosexuels trop queer, et celle des personnes « racisées ».
L'instrumentalisation du statut des homosexuels peut revêtir un caractère politique, et justifier des opérations de boycott contre certains pays, voire des guerres. Paola Bacchetta compare ce processus qui affecte les LGBT à celui qui a affecté les femmes : la situation des femmes dans les pays du sud a été invoquée quelquefois pour légitimer une colonisation présentée comme « civilisatrice » au cours de laquelle « les hommes blancs sauvent les femmes brunes des hommes bruns », selon la formule de Gayatri Chakravorty Spivak.

## Critique
Bruno Perreau reconnaît que le discours de certains groupes LGBT revêt un caractère nationaliste, cependant il reproche à Jasbir Puar d'idéaliser ceux qu'elle appelle le « sujet racialisé sexuellement non normatif ». Perreau explique que « la déconstruction des normes ne peut être dissociée de leur reproduction ». Jason Ritchie critique pour sa part certaines des façons dont l'homonationalisme a été utilisé, en particulier en tant que théorie totalisante.
En France en 2018, après que l'université Paris-Nanterre a accueilli une conférence contre « l'impérialisme gay » par des militants proches du Parti des indigènes de la République, le journal Marianne dénonce des idées « identitaires » qui mettent en avant le fait que l'Occident ferait « la promotion de l’homosexualité comme identité politique », instrumentaliserait « nos sexualités contre nos familles et contre nos quartiers » et affirmant que « le clivage politique entre LGBT/indigénat est un élément constitutif de l’Occident moderne. C’est parce que l’indigénat est réputé sauvage et patriarcal que les transpédégouines non-Blancs devraient en être sauvés par l’Occident. » Marianne met ces propos en parallèle avec ceux de l'ancien président iranien Mahmoud Ahmadinejad, qui avait prétendu en 2008 qu'il n'y avait « pas d'homosexuels en Iran. C'est un pied de nez à l'impérialisme blanc, une résistance indigène face au mensonge éhonté des États-Unis selon lequel 'il n'y a pas d'impérialisme' ».

## Conférence d'Amsterdam
La conférence « Sexual Nationalisms: Gender, Sexuality, and the Politics of Belonging in the New Europe » s'est tenue à Amsterdam en janvier 2011. Cet événement académique proposait de faire le point sur ces questions. Il a été l’occasion d’une polémique virulente, qui illustre les enjeux et jeux de pouvoir qui traversent l’espace de production scientifique.
Cette conférence a été organisée par le Amsterdam Research Center for Gender and Sexuality (ARC-GS) et l’Institut de recherches interdisciplinaires sur les enjeux sociaux (CNRS-Inserm-EHESS-Université Paris 13). Cette conférence est considérée comme l’un des événements académiques récents les plus importants du champ des études sur le genre.[réf. nécessaire] Elle a réuni plus de 80 intervenants internationaux.
Le nationalisme du XXe siècle rejetait les populations accusées de mettre en péril la masculinité patriotique. Ces groupes[Lesquels ?] sembleraient ne plus représenter un danger mais participeraient plutôt à la recomposition de l’idéologie nationale qui, instrumentalisant les combats pour la « démocratie sexuelle » et la défense d’une égalité des droits pour les femmes et les minorités sexuelles, renouvelleraient les dynamiques contemporaines des mouvements nationalistes.

## Paradoxes
Le blogueur et militant politique guadeloupéen João Gabriell affirme : « L'un des effets désastreux de ceci, c'est que les minorités sexuelles africaines et afrodescendantes se retrouvent piégées dans ce choc civilisationnel : entre instrumentalisation de l'Occident qui en fait des victimes à sauver de la supposée barbarie rétrograde africaine et noire, et par réaction, hostilité des populations africaines et afrodescendantes qui voient en ces minorités sexuelles une incarnation de l'occidentalisation de leurs sociétés ».

## Exemples

### Israël
Dans un article de 2011, Sarah Schulman soutient que le gouvernement israélien, dans le cadre d'une campagne de marketing visant à dépeindre Israël comme « pertinent et moderne », « a exploité la communauté gay pour repositionner son image mondiale ». Schulman écrit que les militants LGBT anti-occupation ont qualifié ces stratégies de pinkwashing : « une stratégie délibérée pour dissimuler les violations continues des droits humains des Palestiniens derrière une image de modernité signifiée par la vie gay israélienne ».
Écrivant également en 2011, Maya Mikdashi déclare : « Aujourd'hui, la promesse des « droits des homosexuels » pour les Palestiniens ressemble à ceci : les États-Unis protégeront votre droit de ne pas être détenu parce que [vous êtes] homosexuel, mais ne le feront pas pour vous protéger d'être détenu parce que vous êtes Palestinien ». 
Les tactiques de pinkwashing sont décrites[Par qui ?] comme le blanchiment de l'oppression raciale et religieuse tout en prétendant soutenir et promulguer les droits des homosexuels modernes uniquement pour l'image représentative de la modernité et du libéralisme[pas clair][réf. nécessaire].

### Ukraine
Lors de l'invasion russe de l'Ukraine, des membres de la communauté LGBT ukrainienne qui soutiennent l'effort de guerre de leur gouvernement craignent des retours en arrière sur les progrès réalisés depuis l'Euromaïdan. Le politologue Emil Edenborg invoque le concept d'homonationalisme en Ukraine et en Occident comme contrepartie d'un nationalisme russe centré sur les valeurs traditionnelles et le patriarcat, écrivant que « la géopolitisation du genre en Russie se reflète dans les discours homonationalistes et fémonationalistes en Occident, lorsque les droits des homosexuels et l'égalité des sexes sont présentées comme la preuve de « notre » supériorité nationale vis-à-vis des Autres arriérés, qu'il s'agisse d'immigrants musulmans ou de nationalistes russes homophobes ».